# 蒂姆·密契森
蒂姆·J·密契森（英語：Timothy John Mitchison，1958年—）是一位美国细胞生物学家和系统生物学家，免疫学家阿夫里奥·密契森之子，现为哈佛医学院教授，1997年当选皇家学会会士。